# Kogonéré (Zéguédéguin)
Pour les articles homonymes, voir Kogonéré.
Kogonéré est une commune rurale située dans le département de Zéguédéguin de la province du Namentenga dans la région Centre-Nord au Burkina Faso. 

## Démographie
La commune comportais 2 100 habitants en 2006.

## Éducation et santé
Le centre de soins le plus proche de Kogonéré est le centre de santé et de promotion sociale (CSPS) de Zéguédéguin tandis que le centre médical avec antenne chirurgicale (CMA) de la province se trouve à Boulsa.